# アムステルダム・インターナショナル
アムステルダム・インターナショナル（Amsterdam International）は国際労働組合連盟（IFTU）の通称。1945年に解散した。

## 歴史
1903年にダブリンで設立された労働組合ナショナルセンターの一組織である国際書記局が1913年に国際労働組合連盟（International Federation of Trade Unions）と改称し誕生したものが源泉。しかし、翌1914年の第一次世界大戦で一度解散してしまい、1919年7月にアムステルダムで行われた国際労組大会で規約新たに再建がなされた。「アムステルダム・インターナショナル」の通称はその時の開催場所・アムステルダムにちなんで付けられている。
ITS（国際業種別書記局）と密接な関係を持ち、ヨーロッパ諸国の社民党系幹部が指導権を握っていた。